# 竇覦
竇 覦（とう ゆ、生年不詳 - 790年）は、唐代の官僚・軍人。本貫は京兆府金城県。

## 経歴
華原県尉の竇光の子として生まれた。昭成竇皇后の族甥にあたる。蔭官により、右衛率府兵曹参軍を初任とした。鄜坊節度使の臧希譲の下で判官をつとめ、監察御史・殿中侍御史・検校工部員外郎・坊州刺史を歴任した。興元元年（784年）、李懐光を河中府で討つべく、坊州の兵700人を率いて郃陽県に駐屯した。李懐光の乱が平定されると、竇覦は功により同州刺史・兼御史中丞に転じた。
貞元5年（789年）8月、入朝して戸部侍郎となった。10月、揚州大都督府長史・兼御史大夫・淮南節度副大使・知節度事をつとめた。貞元6年（790年）7月丙寅、死去した。礼部尚書の位を追贈された。

## 伝記資料
- 『旧唐書』巻183 列伝第133